# 변박
변박(卞璞, 1742년-불명)은 조선 후기의 화가이다. 자는 탁지(琢之), 성지(成之). 호는 형재(荊齋), 술재(述齋)이다.
1764년 조선 통신사의 공식 화원으로 일본에 다녀왔다. 시미즈의 청견사와 다카마쓰의 법연사에 그가 그린 작픔이 남아 있다.